# 廖芝晏
廖芝晏（1989年6月6日－），臺灣政治人物與社會運動者，民主進步黨成員。曾於2022年代表民進黨參選台中市議員，以第六高票（10,046票）些微差距落選。2025年擔任臺中市第八選區立法委員江啟臣罷免案的領銜人。廖芝晏同時是三位子女的母親，積極推動女性參政與公共事務參與，致力從母職與女性視角切入政治論述。

## 政治理念與公共參與
廖芝晏自24歲起參與民主運動，曾任林佳龍、洪慈庸、陳柏惟等政治人物的幕僚，參與選戰及公共事務運作。她主張地方政治應納入青年參與，強調「世代傳承民主」的理念，並關注性別平等、育兒政策、地方治理等議題。
在2022年台中市議員選舉中，廖芝晏獲得林昶佐、洪慈庸、陳柏惟等政治人物支持，被媒體歸類為「台灣正青」的代表之一。雖未當選，但其關注青年參政及地方改造的立場獲得一定關注。
她亦透過 Facebook 公開分享對地方議題的觀點，包括交通規劃、教育政策與防疫措施，強調議員應推動公共政策，而非僅充當陳情代辦角色。

## 社會運動與倡議活動
2025年，廖芝晏接受公民團體「一罷擊臣」邀請，擔任罷免立法院副院長江啟臣的行動領銜人，成為首位出任罷免團體領銜人的民主進步黨籍人士。該行動由五位台中山線地區青年發起，完成3,000份第一階段提議連署並送交中選會。
廖芝晏強調，參與該行動並非為了參選，而是基於捍衛民意的公民立場。她指出，罷免行動目的在於下架「只聽黨意、不顧民意」的立委，並還原民主本質。她除提供行政支援外，也親自參與造冊與聯繫志工事務。

## 媒體報導與公共形象
廖芝晏因罷免行動引起媒體報導關注，《Yahoo新聞》、《鏡週刊》、《新頭殼》等媒體均曾報導她領銜行動的過程與立場。她在受訪時強調，行動背後無政黨操作，自己也並無意參與補選，主要基於過往參與政治與社運的經驗，希望協助更多民眾了解民主機制運作。

## 個人生活與家庭背景
廖芝晏出生於臺中市豐原區，與丈夫劉厚承育有三名子女。她曾公開分享育兒經驗與家庭政策觀點，主張建立「樂婚、願生、能養」的育兒友善城市。COVID-19 疫情期間，她主張台中市政府應訂定合理的停課標準，並呼籲加強線上教學資源配置，同時協助籌措製作五萬份兒童口罩，免費發送予在地學子。